# Austrarchaea hickmani
Austrarchaea hickmani är en spindelart som först beskrevs av Butler 1929.  Austrarchaea hickmani ingår i släktet Austrarchaea och familjen Archaeidae.
Artens utbredningsområde är Victoria, Australien. Inga underarter finns listade.